# Сербский народный календарь

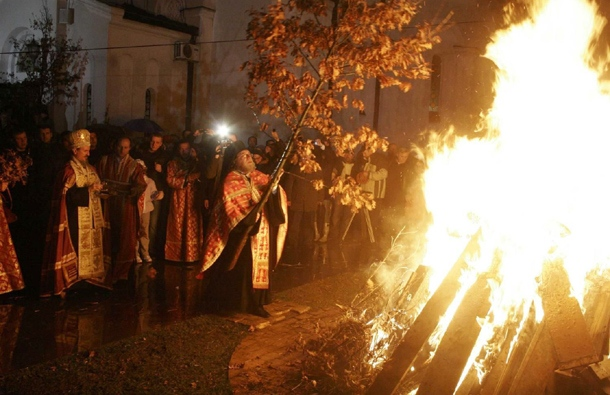
Сжигание рождественского бадняка на костре у храма Святого Саввы в Белграде

Се́рбский наро́дный календа́рь (сербохорв. Годишњак временски, Српски народни календар, Српски обичаjни календар, Свецослов, Месецослов) — календарный свод обычаев, предписаний, поверий, связанных с повседневной жизнью сербов.

## Наблюдения за солнцем и луной
В сербском народном календаре сохранились остатки древних политеистических верований, обычаев и обрядов, связанных с зимним и летним солнцестояниями, осенним и весенним равноденствиями. Для древних людей эти периоды были не только астрономическими, но и хозяйственными вехами: в земледелии, например, это были заботы о посеве и росте сельскохозяйственных культур, об уборке урожая и его сохранности.
Из наблюдения за изменениями серпа месяца (фаз Луны), человек год делил на месяцы. Дни месяца начинались с новолуния и заканчивались перед следующим новолунием. Сам месяц сербы делили на пять частей по шесть дней, которые были названы после дня отдыха недели (сейчас это название семидневного отрезка времени — седьмицы).
У древних сербов в дохристианские время в неделе было шесть дней — без субботы, которая была введена вместе с христианством. В месяце было пять недель. Точной продолжительности солнечного года не существовало, так как и в настоящее время нет точной продолжительности дня и ночи. День считается с восхода до его заката; от заката солнца до его восхода — ночь. «Половина» суток, по современному представлению, — день, а другая половина суток — ночь.

## Летнее и зимнее полугодия
Сербы делили год на два полугодия: летнее и зимнее. Оба полугодия связаны с весенним и осенним равноденствиями. Переходный период от зимы к лету — это весна или пролетье (серб. пролеће), а переход от лета к зиме назывался подзимьем (серб. подзим) или осенью. Таким образом формировалось четыре сезона примерно равных по продолжительности. В связи с различиями природных особенностей сезонов, различной сельскохозяйственной деятельностью в эти периоды и болезней на протяжении многих лет, для каждого сезона имеются свои особые поверья, обычаи и обряды.
Древние сербы не праздновали Новый год, как это отмечают сейчас. Вместо этого, они высоко оценили начало полугодия: летнего и зимнего. Летником нередко называлось 1 марта. И теперь подобное название первого марта сохранилось в деревнях Подримлья, кое-где в Косово и Черногории — пролетник (серб. пролетњак). В далеком прошлом летник отмечался во время весеннего равноденствия, но затем в официальном календаре «переместился» на первое марта. Летник — праздник обновления природы после зимнего сна, начало летнего полугодия. До настоящее времени сохранились новогодние обычаи в этот день, которые являются аналогом рождественских. Все встают рано, дети желают своим родителям счастливого года, обходят дома односельчан, поздравляют с праздником. Детей в этом случае называют летничары, летничарки (серб. летничари, летничарке). По пути они собирают хворост (обычно сухие ветки дуба), поэтому, когда они входят в дом, после поздравления с наступлением летника, пожеланием здоровья и благополучия на многие годы, бросают хворост в огонь и желают: чтобы у хозяев рождались мальчики, у коров телята, а у овец ягнята, и т. д. Хозяйка одаривает их лесными и грецкими орехами, мёдом, который был извлечен в этот день из улья. Хозяева хотели, чтобы первым вошёл в дом мальчик, если желали рождения сына, или девочка, если желали появления дочери. Крестьяне старались в этот день увидеть птицу, чтобы год был лёгким, как птица, и иметь деньги в кармане, чтобы они умножались и прибавлялись. Во время празднования летника в дом вносили веточки кизила, с которых каждый ребёнок брал кизиловые почки и проглатывал как причастие. Большое внимание уделялось полазнику — первому посетителю, от которого зависело семейное благополучие в новом году. В день летника выбрали нового или оставляли прежнего сельского старосту.
И сегодня в народе первого марта и накануне Благовещения (см. Ранило), а иногда и в другие дни, жгут навоз или перед входом в дом устраивают костёр, через который домочадцы перепрыгивают, чтобы быть здоровыми. Сжигание навозной кучи, и перепрыгивание через костёр являются пережитками, сохранившимися с языческих времён. В марте, примерно с весеннего равноденствия пробуждается природа, всё оживает, так что люди считали, что необходимо в огне сжечь всё старое, прошлогоднюю грязь и болезни. Особое значение придаётся гаданию по направлению дыма: если он поднимается вверх «столбом», то это является добрым знаком для хозяйства.
В отношении сельскохозяйственных работ, зимнее полугодие начинается с окончанием уборки урожая и началом осеннего сева озимых, а также с возвращением пастухов с горных пастбищ, что происходило после осеннего равноденствия.
Есть мнение, что в старину Новый год начинался осенью, после сбора урожая. В жизни и работе людей считалось начало зимнего полугодия, или, что значительно реже, года. С началом полугодия совершались сделки и наймы от начала до конца полугодия: с Юрия вешнего (серб. Ђурђевдан) 23 апреля по Дмитриев день (серб. Митровдан) 26 октября. В летнее полугодие козы были на горных пастбищах, а зимой — в овчарне; птицы отлетали на зимовку в начале зимнего полугодия и возвращающихся к началу летнего, и т. д.

## Название месяцев
Сербские народные название месяцев даны в соответствии с их природными особенностями.
- Январь: «сечань, сечко» (серб. сечањ, сечко) — месяц, что морозом сечёт (название января, иногда и февраля), коложег (январь); в деревнях в окрестностях города Ниш голожегом называют время с Нового года (Васильев день) до дня св. Ивана (7 января); в деревнях общины Чичевац) говорят: «Собирайте дрова, сечко идёт»; «Если не пройдёт сечко, не будет лета»;
- Февраль: веляча, авеляча (серб. вељача, авељача) — месяц часто меняющихся времен; «сечко сечёт, марта (март) ревёт, л(а)житрава(њ) (апрель), кожи дерёт», — т. е скот в феврале мёрзнет, в марте болеет, в апреле умирает, и с неё шкуру дерут и складывают;
- Март: «сухи, брезен, летник» (серб. сухи, брезен, летник);
- Апрель: «травань, биляр, бильобер» (серб. травањ, биљар, биљобер) — месяц, когда активно начинают расти полевые травы и из них вьют венки для дома, ограды, нивы и сада, что теперь делают на весенний Юрьев день (23 апреля), лекарственные и магические травы собирают в ночь на Иванов день (24 июня), и сам день, посвященный Ивану травному (серб. Јовану Биљоберу);
- Май: «цветни, цветань» (серб. цветни, цветањ) — время, когда массово цветут цветы;
- Июнь: «црвеник, черешняр» (серб. црвеник, черешњар), то есть красный, вишнёвый — месяц, в котором краснеют ягоды вишни;
- Июль: «горешняк» (серб. горешњак), самый жаркий месяц в году, также известный как жетвар, српань (серб. жетвар, српањ) когда созревает жито и начинается жатва;
- Август: «коловоз, гумник, серпань» (серб. коловоз, гумник, српањ) — на этот месяц приходится пик вращения колёс у телеги, перевозившей жито с поля на гумно для его обмолота; также заканчивается уборка овса;
- Сентябрь: «гроздобер» (серб. гроздобер) — назван в честь сбора гроздей винограда;
- Октябрь: «листопад» (серб. листопад) — месяц, когда листья с деревьев начинают опадать;
- Ноябрь: «груден» (серб. груден);
- Декабрь: «студени, просинац, коледар» (серб. студени, просинац, коледар)[6].

Названия некоторых месяцев интересны с обрядовой точки зрения: коложег, говорящее о сжигании колёс в честь зимнего солнцеворота; биляр, билёбер, то есть «травник» (апрель, июнь), свидетельствующие о весеннем и летнем сборе
магических и лекарственных растений; коледар (декабрь) — является месяцем, когда совершался обходной календарный обряд в честь зимнего солнцестояния (колядование). Некоторые месяцы имели персонифицированные названия: Дедо Сечко (январь) и Баба Марта (март), а месяц Студень (декабрь) был с белой бородой.
Древнейшие записанные в 1450 и 1489 годах названия месяцев: цветиј (май) и черешњар (июнь); срп'п'н' (июнь) — это старославянское название, используется в других словянских языках; коложег (август); груден (ноябрь) и студен (ноябрь, декабрь). На одной недатированной рукописи Евангелия на пергаменте, которая была найдена в монастыре Боговађи записаны народные названия месяцев: роуиен' (сентябрь), листопад (октябрь), для ноября утерян лист, студени (декабрь), просинец (январь), сечен (февраль), сухи (март), брзосок (апрель), тревен (май) изок (июнь), червен (июль), отсутствует название августа. Брзосок и изок, вероятно, были монашеские названия. В долине Чёрной реки записаны народные названия месяцев: трешњар (июнь), жетвар (июль), гроздобер (сентябрь), листопад (октябрь), и коледар (декабрь).
Вук Караджич записывает в Дубровнике в первой половине XIX века названия месяцев: сијечан (январь), вељача (февраль), лежак или ожујак (март), травањ (апрель), иное название месяца май не указано, липањ (июнь), српањ (июль), коловоз (август), рујан (сентябрь), листопад (октябрь), студен (ноябрь), просинац (декабрь).
В нескольких сербских регионах записаны народные названия месяцев: коложег, сечко, летник, биљар, черешљар, црвеник, жетвар, гумник, гроздобер, листопад, студен и коледар.

## Календарные бирки
Ещё 100 лет назад пастухи, переходя с пастбища на пастбище со скотом находились в течение нескольких месяцев в горах, и пользовались деревянным календарём. Это был квадратный резной ореховый брусок, на котором в воскресенье ножом вырезали крест, для будничного дня вырезали линию вправо, малый церковный праздник отмечали чертой, а большой праздник крестом (как воскресенье). На бруске заранее были вырезаны знаки на несколько месяцев вперед, и владелец так как мог, по прошествии недели просто отрезать прошедшую часть календаря. Описание таких календарей найдено у ряда славянских народов, и считается, что они происходят ещё с древнеславянских времён. После принятия христианства, сербы начинают использовать христианский (юлианский) календарь.

## Влияние церкви
Под влиянием церкви месяцы названы в честь больших праздников месяца: Богојављенски (январь), Сретењски (февраль), Благовештенски (март), Ђурђевски (апрель), Царски (май), Петровски (июнь), Илински (июль), Госпођински (август), Михољски (сентябрь), Митровски (октябрь), Мратињски (ноябрь), Божићни (декабрь).
Сербская церковь (как и Русская) использует юлианский календарь. Тогда как многие народные обычаи и обряды переместились из языческих дней торжеств на церковные праздники.
Так проводы старого года перешли на Сочельник; Новый год традиционно празднуется на Рождество (Божич), а по церковному календарю 1 января (Васильев день); летник (начало летнего полугодия) отмечалось во время весеннего равноденствия, а теперь 1 марта и накануне Дня Святого Георгия (23 апреля), и т. д. Кое-где отмечают окончание осени и начало Бабьего или Сиротского лета, когда стоят теплые и солнечные дни.